# Tupiperla
Genre
Tupiperla est un genre d'insectes plécoptères de la famille des Gripopterygidae.

## Distribution
Les espèces de ce genre se rencontrent au Brésil, en Uruguay, au Paraguay et en Argentine.

## Liste des genres
Selon Plecoptera Species File :
- Tupiperla eleonorae (Froehlich, 1994)
- Tupiperla flinti Froehlich, 2002
- Tupiperla gracilis (Burmeister, 1839)
- Tupiperla illiesi Froehlich, 1998
- Tupiperla jumirim Bispo & Froehlich, 2007
- Tupiperla misionera Froehlich, 2002
- Tupiperla modesta Froehlich, 1998
- Tupiperla oliveirai Froehlich, 1998
- Tupiperla reichardti Froehlich, 1998
- Tupiperla robusta Froehlich, 1998
- Tupiperla sulina Froehlich, 1998
- Tupiperla tessellata (Brauer, 1868)
- Tupiperla umbya Froehlich, 1998

## Publication originale
- Froehlich, C. G. 1969 : Studies on Brazilian Plecoptera 1. Some Gripopterygidae from the Biological Station at Paranapiacaba, State of Sao Paulo. Beiträge zur Neotropischen Fauna, vol. 6, p. 17-39.